# Réseau mondial de recherche écologique à long terme
Le Réseau mondial (ou international) de recherche écologique à long terme (International Long term ecological research, ou ILTER network, pour les anglophones) est un "méta réseau" qui regroupe les réseaux de recherche écologique à long terme (LTER networks) nationaux ou régionaux.
Ce réseau est notamment justifié par l'urgence et la complexité croissante de la recherche sur les écosystèmes face aux deux grandes crises que sont la crise climatique et la crise de la biodiversité. En septembre 2021, plus de 40 réseaux de recherche écologique à long terme (LTER networks) étaient répartis dans le monde entier, avec des sites LTER situés dans différents pays, sur différents continents, et englobant divers écosystèmes et habitats. Ils fédèrent les infrastructures de recherche déjà installés par les pays, grâce aux nouvelles technologies de l'information et de la communication. Ces infrastructures ont déjà permis des milliers de projets de recherche.
Les réseaux de recherche écologique à long terme (LTER networks) et le réseau international de recherche écologique à long terme (ILTER) sont des initiatives axées sur l'étude des écosystèmes sur de longues périodes. Bien qu'ils partagent des objectifs similaires, il existe quelques différences clés entre les deux :
```
   Portée : Un réseau LTER se concentre principalement sur la recherche écologique à long terme dans un pays ou une région spécifique. Il se compose de sites LTER de recherche individuels situés dans une nation particulière, tels que le réseau LTER des États-Unis. En revanche, le réseau ILTER a une portée mondiale et vise à faciliter la collaboration internationale et le partage de données entre les réseaux et sites LTER de différents pays du monde.
```

```
   Coordination : Un réseau LTER fonctionne au niveau national, avec des sites individuels gérés par diverses institutions de recherche ou universités. La coordination et la gouvernance de chaque site LTER dépendent généralement des agences de financement nationales et des institutions impliquées. En revanche, le réseau ILTER sert de réseau international qui favorise la coordination, l'échange d'informations et la collaboration entre différents réseaux LTER du monde entier. Il promeut la standardisation des méthodologies, le partage des données et la recherche comparative entre les sites et les pays.
```

```
   Structure : Un réseau LTER est composé de sites de recherche individuels, chacun ayant son propre axe de recherche, son programme de recherche et ses sources de financement. Chaque site est responsable de la réalisation de recherches écologiques à long terme dans son écosystème spécifique. Le réseau ILTER, en revanche, est une organisation faîtière qui rassemble des réseaux LTER nationaux et régionaux, favorisant la coordination, la synthèse des données et la collaboration entre ces réseaux.
```

```
   Partage et synthèse des données : Les deux réseaux accordent une importance particulière à la collecte et à l'analyse des données à long terme. Cependant, le réseau ILTER met davantage l'accent sur le partage, l'intégration et la synthèse des données au niveau international. ILTER encourage le développement de protocoles normalisés et de pratiques de gestion des données, permettant les comparaisons entre les sites et facilitant la recherche écologique à l'échelle mondiale.
```

En résumé, tandis que les réseaux LTER se concentrent sur la recherche écologique à long terme dans des pays ou des régions spécifiques, le réseau ILTER connecte et coordonne les réseaux LTER de différentes nations pour favoriser la collaboration internationale, le partage de données et la recherche comparative à l'échelle mondiale.

## En Europe
Ce réseau a trois grandes composantes dans l'Espace européen de la recherche :
1. LTER-Europe: (European Long-term Ecosystem Research Network)[1].
2. eLTER H2020 project[2]
3. eLTER ESFRI[3]

En France, le « Réseau des Zones Ateliers » et le réseau des "Observatoires de la Zone Critique" (OZCAR) construits sous l'égide de l'INEE et de l'INSU du CNRS correspondent à LTER et font partie de LTER-Europe.
Le Réseau des Zones Ateliers se veut être aussi un Systèmes d’Observation et d’Expérimentation au long terme pour la Recherche en Environnement (SOERE), labellisé par l’Alliance nationale de recherche pour l'environnement (AllEnvi) ; ce réseau des zones ateliers joue le rôle de représentant français du réseau international Long Term Ecological Network.
En Allemagne, le réseau TERENO est membre de LTER-Europe.

## Sites américains LTER
Les sites LTER américains rassemblent plus de 1 800 scientifiques et étudiants spécialisés dans l'étude des processus écosystémiques (à toutes les échelles spatiales et temporelles). En 2017 ils sont au nombre de 26, notamment situés aux États-Unis, à Puerto Rico et en Antarctique. Chacun abrite des installations de recherche sur différents écosystèmes :
- Andrews Forest (AND)[9]
- Arctic LTER (ARC)[10]
- Baltimore Ecosystem Study (BES)[11]
- Bonanza Creek LTER (BNZ)[12]
- Central Arizona - Phoenix (CAP)[13]
- California Current Ecosystem (CCE)[14]
- Cedar Creek Ecosystem Science Reserve (CDR)[15]
- Coweeta LTER (CWT)[16]
- Florida Coastal Everglades (FCE)[17]
- Georgia Coastal Ecosystems (GCE)[18]
- Harvard Forest (HFR)[19]
- Hubbard Brook Experimental Forest LTER (HBR)[20]
- Jornada Basin LTER (JRN)[21]
- Kellogg Biological Station (KBS)[22]
- Konza Prairie (KNZ)[23]
- Luquillo LTER (LUQ)[24]
- McMurdo Dry Valleys (MCM)[25]
- Moorea Coral Reef (MCR)[26]
- Niwot Ridge LTER (NWT)[27]
- North Temperate Lakes (NTL)[28]
- Palmer Station Antarctica (PAL)[29]
- Plum Island Ecosystem (PIE)[30]
- Santa Barbara Coastal (SBC)[31]
- Sevilleta National Wildlife Refuge (SEV)[32]
- Shortgrass Steppe (SGS)[33]
- Virginia Coast Reserve Long-Term Ecological Research (VCR)[34]